# Кримська Роза
Кри́мська Ро́за (крим. Krımska Roza, рос. Крымская Роза) — село в Україні, у Білогірському районі Автономної Республіки Крим. Центр Кримськорозівської сільської ради.
Відстань від райцентру до населеного пункта становить 19 кілометрів по прямій.
Засноване в 1930 році як селище тресту «Лектехсировина» для вирощування ефіроолійних культур і спочатку називалося Червона Роза.

## Населення

### Мова
Розподіл населення за рідною мовою за даними перепису 2001 року:
| Мова              | Кількість | Відсоток |
| ----------------- | --------- | -------- |
| російська         | 1499      | 87.10 %  |
| українська        | 113       | 6.57 %   |
| кримськотатарська | 84        | 4.88 %   |
| білоруська        | 10        | 0.58 %   |
| вірменська        | 7         | 0.41 %   |
| румунська         | 3         | 0.17 %   |
| інші/не вказали   | 5         | 0.29 %   |
| Усього            | 1721      | 100 %    |